# 丸山薫記念館
丸山薫記念館（まるやまかおるきねんかん）は、山形県西村山郡西川町岩根沢にある資料館である。

## 概要
1945年〜1948年の3年間、西川町岩根沢で暮らした詩人、丸山薫の資料館である。丸山薫の資料の保存と展示公開を目的とし、開館した。丸山が実際に暮らした西川町の岩根沢地区に建設された
冬季期間は営業を停止している。

## 入館料
- 大人 200円  小人 100円[1]

団体割引なし

## 開館時間
- 10時00分〜16時00分[1]

## 休館日
- 毎週月曜日（祝日の場合は翌日）[1]

※8月13日〜8月16日は盆休み
※11月16日〜4月24日は冬期間閉館